# Dalea formosa
Espèce
Classification phylogénétique
Statut de conservation UICN

 LC  : Préoccupation mineure
Dalea formosa est une espèce de plantes à fleurs de la famille des Fabacées et de la sous-famille des Faboideae. C'est une plante arbustive pérenne, originaire des États-Unis et du Mexique.

## Description morphologique

### Appareil végétatif
Il s'agit d'un buisson non épineux bas (30 à 90 cm de hauteur) aux feuilles composées imparipennées, d'un vert légèrement argenté par des poils soyeux. Les feuilles, de moins de 13 mm de long, sont divisées en 7 ou 9 folioles très petites (de 1 à 7 mm de long), un peu charnues et incurvées,.

### Appareil reproducteur
La reproduction chez cette espèce se fait grâce aux graines.
La floraison survient entre mars et mai, avec parfois une deuxième floraison en septembre. L'inflorescence est une grappe de deux à neuf fleurs d'environ 1 à 1,2 cm de long.
Le calice est composé de sépales long et mince, couverts de poils soyeux. La corolle est constituée de 5 pétales : le pétale supérieur, large et jaune, et 4 autres de couleur rose violacé (les deux pétales latéraux enclosent les deux pétales inférieurs, joints en forme de carène de navire). Les fleurs sont suivies de petites gousses indéhiscentes couvertes de poils soyeux, de 3 mm de long,.

## Répartition et habitat
Dalea formosa vit au sud-ouest des États-Unis et au nord du Mexique. Il fait partie de la végétation broussailleuse des déserts et plaines d'altitude entre l'Oklahoma et le centre de l'Arizona (au nord), et le nord du Mexique (au sud).
Cette espèce préfère les sols secs et pauvres (si le sol est amendé, elle devient malingre), nécessite peu d'eau, et est la plus résistante au froid de toutes les espèces de Dalea. Elle demande par contre beaucoup de lumière, et une pleine exposition au soleil est nécessaire.

## Rôle écologique
Dalea formosa est un des hôtes d'un végétal endoparasite, Pilostyles thurberi (Rafflesiaceae).
Cette plante produit du nectar utilisé par les insectes butineurs, et sert de pâturage à différentes espèces de lapins d'Amérique, au Jackrabbit, et au cerf hémione.
Cette espèce à croissance assez lente et assez peu résistante au feu est, comme toutes les Fabacées, fixatrice d'azote grâce à des nodosités.

## Systématique

### Taxinomie
Cette plante a été décrite en 1828 par le médecin, chimiste et botaniste américain John Torrey dans son ouvrage "Annals of the Lyceum of Natural History of New York". Elle aussi été nommée Parosela formosa ((Torr.)Vail.), mais cette appellation n'a pas été retenue.

### Étymologie
Dalea est un hommage au botaniste anglais Samuel Dale (1659-1739). Le terme "formosa" vient du latin "formosus", qui signifie "beau", en référence aux fleurs de ce buisson.

## Dalea formosaet l'homme
Elle a été utilisée par certaines tribus amérindiennes comme bois de chauffage mais aussi comme plante médicinale (en tant qu'émétique ou que fortifiant).
Cet arbuste, avec ses nombreuses branches, ses petites feuilles et son écorce sombre, est parfois utilisé pour l'art du bonsaï.
Ses faibles exigences et le caractère attractif de sa floraison en fait un bon candidat pour les jardins dans les zones à sols pauvres et à climat sec et ensoleillé.